# Фуентенава-де-Хабага
Фуентенава-де-Хабага (ісп. Fuentenava de Jábaga) — муніципалітет в Іспанії, у складі автономної спільноти Кастилія-Ла-Манча, у провінції Куенка. Населення — 556 осіб (2010).
Муніципалітет розташований на відстані близько 130 км на схід від Мадрида, 10 км на захід від Куенки.
На території муніципалітету розташовані такі населені пункти: (дані про населення за 2010 рік)
- Фуентескларас-дель-Чильярон: 32 особи
- Хабага: 446 осіб
- Навалон: 42 особи
- Сотока: 8 осіб
- Вільяр-дель-Сас-де-Навалон: 28 осіб

## Демографія
Динаміка населення (INE ):